# The Dell
The Dell – nieistniejący stadion piłkarski w Southampton, w Wielkiej Brytanii. Przez 103 lata swoje mecze rozgywał na nim zespół Southampton FC.
Obiekt zaprojektowany został przez Archibalda Leitcha. Pierwszy mecz odbył się 3 września 1898; przeciwnikiem Southampton był Brighton United. Podczas nalotów podczas II wojny światowej stadion został zbombardowany. W 1950 roku The Dell został jednym z pierwszych obiektów w Anglii, na którym zainstalowano sztuczne oświetlenie.
Rekordową frekwencję zanotowano 8 października 1969; mecz Southampton – Manchester United obejrzało 31 044 widzów. Ostatnie spotkanie rozegrano 19 maja 2001 roku; The Saints pokonali Arsenal 3:2.
W 2001 roku stadion został zburzony, a w jego miejscu powstały nowe budynki mieszkalne, które noszą nazwy byłych piłkarzy Southampton: Bobby'ego Stokesa, Teda Batesa, Matthew Le Tissiera, Danny'ego Wallace'a oraz Micka Channona.
Podział stadionu ze względu na trybuny był następujący:
- The West Stand
- Milton Road Stand
- East Stand
- Archers Road Stand